# پل مدیریت

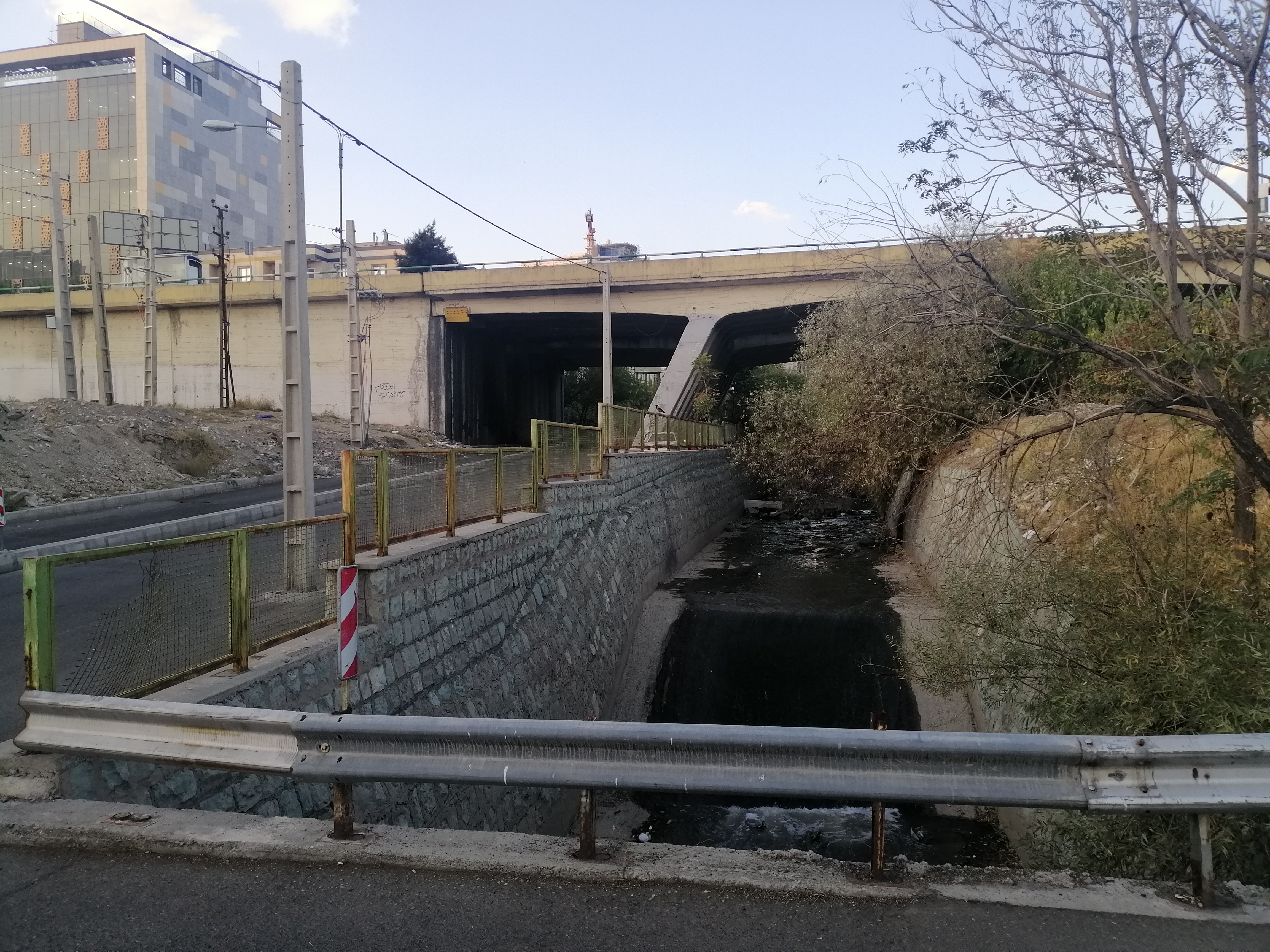

پل مدیریت پلی است در شمال غرب شهر تهران. این پل بر روی رودخانه درکه ساخته شده و بزرگراه شهید چمران را به بلوار مدیریت و سپس بلوار دریا متصل می‌کند. این پل در کنار دانشگاه امام صادق قرار دارد که پیش از این به نام مرکز مطالعات مدیریت ایران شناخته می‌شد.